# Phước Đức
Phước Đức is een xã in het district Phước Sơn, een van de districten in de Vietnamese provincie Quảng Nam. Phước Đức heeft ruim 2100 inwoners op een oppervlakte van 57,8 km².

## Geografie en topografie
Phước Công grenst in het noorden aan Phước Xuân, in het oosten aan thị trấn Khâm Đức, in het zuiden aan Phước Năng en in het westen aan Phước Năng en Đắk Pring in huyện Nam Giang.

## Verkeer en vervoer
Een belangrijke verkeersader is de Quốc lộ 14.